# MPC 3000
L'Akai MPC 3000 è una drum machine e sampler digitale lanciata nel 1994 dalla Akai Professional. Progettata da Roger Linn, pioniere nello sviluppo delle drum machine, l'MPC 3000 è un'evoluzione del modello precedente, l'Akai MPC 60, con nuove funzionalità e una maggiore potenza di elaborazione.

## Caratteristiche tecniche
L'MPC 3000 è dotato di un sequencer a 96 PPQN (Pulses Per Quarter Note) che consente una programmazione precisa, e di un campionatore con una capacità di memoria espandibile fino a 32 MB. Supporta una frequenza di campionamento di 16 bit a 44.1 kHz, lo standard dell'industria musicale digitale. Il dispositivo include 16 pad sensibili alla pressione, caratteristica distintiva della serie MPC, che permette ai musicisti di suonare e programmare ritmi in modo intuitivo.
Il pannello frontale presenta vari controlli per la manipolazione dei campioni, la quantizzazione e la gestione dei suoni, rendendolo uno strumento versatile sia per la produzione in studio che per le performance dal vivo.

## Impatto nella musica
L'MPC 3000 è diventato rapidamente uno degli strumenti più apprezzati nella produzione musicale, specialmente nell'ambito dell'hip-hop, dell'R&B e della musica elettronica. È stato utilizzato da artisti di fama mondiale come Dr. Dre, J Dilla, DJ Shadow e molti altri, contribuendo alla creazione di alcuni degli album più iconici degli anni '90 e 2000.
Grazie alla sua capacità di campionamento e al flusso di lavoro unico, l'MPC 3000 ha influenzato il modo in cui molti produttori musicali lavorano, facilitando la combinazione di campioni provenienti da diverse fonti con suoni e ritmi originali.

## Evoluzione e eredità
Pur essendo stato dismesso negli anni successivi, l'MPC 3000 è ancora ricercato da collezionisti e produttori per il suo suono caratteristico e la sua affidabilità. Il suo design e il suo flusso di lavoro hanno lasciato un'impronta duratura nella produzione musicale, influenzando i modelli successivi della serie MPC e altre drum machine digitali.